# Fidalgo (település)
Fidalgo az Amerikai Egyesült Államok északnyugati részén, Washington állam Skagit megyéjében elhelyezkedő önkormányzat nélküli település.
Fidalgo postahivatala 1870 és 1910 között működött. A település nevét a közeli Fidalgo-öbölről kapta.

## Fordítás
- Ez a szócikk részben vagy egészben  a   Fidalgo, Washington című angol Wikipédia-szócikk ezen változatának fordításán alapul.  Az eredeti cikk szerkesztőit annak laptörténete sorolja fel. Ez a jelzés csupán a megfogalmazás eredetét és a szerzői jogokat jelzi, nem szolgál a cikkben szereplő információk forrásmegjelöléseként.